# Asomaciano Tzâmplaco
Asomaciano Tzâmplaco (em grego: Ἀσωματιανός Τζαμπλάκων; romaniz.: Asomatianós Tzamplákon; fl. 1348–1349) foi um aristocrata e almirante bizantino durante a guerra bizantino-genovesa de 1348–1349.

## Biografia
Os Tzâmplacos foram uma importante e rica família aristocrática atestada desde meados do século XIII, quando um de seus membros alcançou a alto posto militar de doméstico das escolas. Aleixo Tzâmplaco, o pai de Asomaciano, foi o filho deste homem. Seus irmãos, Demétrio e Arsênio, também alcançaram altos ofícios durante o mesmo período. Asomaciano é atestado pela primeira vez em 1348, como mega-duque (comandante-em-chefe da marinha bizantina). Ele foi colocado no comando do esforço bizantino para construir uma nova frota para usar contra a colônia genovesa de Gálata, na guerra bizantino-genovesa de 1348–1349. Sua frota inexperiente e incompetente levou à sua destruição ou captura pelos genoveses. Tzâmplaco sobreviveu ao desastre, e morreu em algum momento antes de 1356.